# Forte da Ponta do Anel
O Forte da Ponta do Anel localizava-se na ponta do Anel, fronteiro à ilha de Cotunduba, no atual bairro do Leme, Zona Sul da cidade e no litoral do estado do Rio de Janeiro, no Brasil.

## História
De acordo com SOUZA (1885), o Vice-rei D. Luís de Almeida Portugal (1769-1779), fez levantar várias fortificações para a defesa ao sul da barra da baía de Guanabara, reforçadas à época da Independência do Brasil (1822). Na praia de Copacabana relaciona os seguintes pontos: o desfiladeiro do Leme, o forte abaixo deste desfiladeiro, a ponta da Vigia, e a ponta do Anel. Todos estes pontos teriam sido desarmados e desguarnecidos durante o Período Regencial (op. cit., p. 112), através do Decreto de 24 de Dezembro de 1831.
No contexto da Questão Christie (1862-1865), o mesmo autor informa que, em 1863, foram projetadas e tiveram início, duas obras nos lados da ponta do Anel:
- uma com o nome "Guanabara" (Forte Guanabara), fronteira à ilha de Cotunduba, onde existiam vestígios de antigas trincheiras, destinada a cruzar fogos com a Fortaleza de Santa Cruz da Barra; e
- outra no lugar da antiga Vigia ou Espia (Forte da Ponta da Vigia), para varrer com a sua artilharia a "extensa praia" (atuais praia do Leme e de Copacabana).

Ambas as obras haviam sido suspensas, defendendo o autor, à época (1885), a sua conservação, retomada e conclusão (op. cit. p. 112).
A fortificação do Leme, efetivamente, encontra-se relacionada entre as defesas do setor Sul ("Fortificações de Copacabana") no "Mapa das Fortificações e Fortins do Município Neutro e Província do Rio de Janeiro" de 1863, no Arquivo Nacional (CASADEI, 1994/1995:70-71).
Parece correto considerar que o chamado Forte do Anel fosse parte integrante das obras de defesa do Forte da Vigia (vedando-lhe o acesso marítimo pela retaguarda), reforçadas no contexto da Questão Christie, e abandonadas logo após por restrições orçamentárias. No local, atualmente de difícil acesso pela encosta do Forte do Leme, restam apenas vestígios de antigas fundações, que carecem de pesquisa arqueológica e documental.